# دنویل، شهرستان آلگانی، مریلند
دنویل (به انگلیسی: Danville) یک منطقهٔ مسکونی در ایالات متحده آمریکا است که در شهرستان الیگنی، مریلند واقع شده‌است. دنویل ۳٫۰ کیلومتر مربع مساحت و ۲۷۱ نفر جمعیت دارد و ۳۳۸٫۶۴ متر بالاتر از سطح دریا واقع شده‌است.